# Luv Sunday
Luv Sunday（ラブ・サンデー）は、NACK5で毎週日曜日11:00～12:55（2005年10月～2006年3月は15:55まで）に放送されていたラジオ番組。愛称は「ラブサン」。パーソナリティは玉川美沙。
放送が始まった2005年4月からの半年間は、大宮駅西口・アルシェビル内の「NACK5 TOWN」にある「スタジオアルシェ」から公開生放送を行っていたが、後に大宮のNACK5本社からの放送に改められた。
天気予報・交通情報・ラジオショッピング以外、番組構成上のタイムテーブルは特に決まっていない。彼女独特のゆるい語りの中、旬な音楽、流行情報などを伝える。
エンディングは、お決まりの「火曜の鬼玉で」を言って締めくくる。放送終了時は「またいつかどこかで！玉川美沙でした！」であった。
2006年9月24日の放送をもって終了。

## 放送時間
- 毎週日曜日　11:00～15:55　（2005年10月～2006年3月）
- 毎週日曜日　11:00～12:55　（2006年4月～終了）

## プレゼントの詳細
通常のプレゼント
通常は、ラブサンステッカーをプレゼントしていた。メールに「ステッカー希望」などと明記しておけば、そのメールが読まれたときに貰えた。抽選のプレゼントも「○○希望」と書いておけば、そのプレゼントの抽選箱にメールが入れられていた。
期間限定のプレゼント
2006年夏は、ラブサン風呂敷を抽選プレゼントしていた。